# کاوریلیا
کاوریلیا (به ایتالیایی: Cavriglia) یک کومونه در ایتالیا است که در استان آرتزو واقع شده‌است. کاوریلیا ۶۰٫۸۶ کیلومتر مربع مساحت و ۹٬۶۳۳ نفر جمعیت دارد و ۳۰۸ متر بالاتر از سطح دریا واقع شده‌است.

## خواهرخوانده
شهرهای La Chapelle-Saint-Mesmin، ملیحه و موهیلیف-پودیلسکیی خواهرخوانده‌های کاوریلیا هستند.